# Luděk Bukač
Luděk Bukač (* 4. August 1935 in Ústí nad Labem; † 20. April 2019) war ein tschechischer Eishockeyspieler und -trainer. Er trainierte u. a. von 1992 bis 1994 die deutsche Eishockeynationalmannschaft.

## Karriere
Bukač spielte in 14 Saisons und 330 Partien in der tschechoslowakischen Liga, hierbei erzielte er 153 Tore für den I. ČLTK Prag, HC Sparta Prag und HC Dukla Jihlava. International nahm er mit der tschechoslowakischen Eishockeynationalmannschaft an zwei Eishockey-Weltmeisterschaften teil und gewann mit ihr eine Silber- und eine Bronzemedaille (1961 und 1963). Insgesamt kam er auf 30 Länderspieleinsätze und elf Tore.
Seine erfolgreichsten Jahre waren jedoch jene als Trainer, welche 1967 bei Sparta Prag begannen. Weitere Stationen waren VSŽ Košice und Motor České Budějovice. Bereits 1979 trat er das Amt des Nationaltrainers der tschechoslowakischen Mannschaft an. Mit ihr gewann er 1985 den Weltmeistertitel. Danach wurde er bis 1991 österreichischer Nationaltrainer. 1992 wurde er Trainer der deutschen Eishockeynationalmannschaft und erreichte mit ihr den 6. Platz bei den Olympischen Winterspielen 1992. 1994 kehrte Bukač zur tschechischen Eishockeynationalmannschaft zurück. Nach elf Jahren gelang es ihm 1996 erneut, mit der Mannschaft den Weltmeistertitel zu erringen.
1991 gründete Bukač zusammen mit seinem Sohn eine Eishockeyschule. 2007 wurde er mit der Aufnahme in die IIHF Hall of Fame geehrt. Im Jahr darauf war er eines von 41 Gründungsmitglieder der Tschechischen Eishockey-Ruhmeshalle.
Luděk Bukač starb am Karsamstag 2019 im Alter von 83 Jahren.